# Académie de Saumur
L'académie de Saumur era un'università ugonotta francese, fondata a Saumur nel marzo 1593 e soppressa l'8 gennaio 1685.

## Storia
La cittadina di Saumur, nella Francia occidentale, a partire dalla seconda metà del XVI secolo fu un importante centro calvinista, tanto da essere inclusa fra le «place de sûreté», ossia le piazzeforti concesse agli ugonotti in base all'editto di Nantes (1597) e meritarsi più tardi il nome di "seconda Ginevra". Governatore ugonotto di Saumur dal 1588 era Philippe Duplessis-Mornay, un intellettuale francese che era stato uomo di fiducia di Enrico di Borbone, ancor prima dell'ascesa al trono francese di quest'ultimo come Enrico IV, e conoscitore dell'organizzazione universitaria europea per aver frequentato le università di Padova e di Heidelberg. La proposta dell'istituzione di una scuola di teologia a Saumur venne fatta per la prima volta da Philippe Duplessis-Mornay a Enrico IV nel 1592, l'anno precedente l'abiura del re. Il re approvò il progetto promettendo finanziamenti. L'accademia fu istituita nel 1593; un fondo di 43 000 scudi fu concesso da Enrico IV con l'editto di Nantes (1598), e i corsi iniziarono nel 1599 o nel 1600.
L'accademia era rivolta soprattutto verso gli studi umanistici (teologia, filosofia, latino, greco ed ebraico); non risulta siano mai stati impartiti insegnamenti di discipline scientifiche, quali medicina, o giuridici. Durante gli anni 1640-1660, l'accademia di Saumur divenne il principale centro della cultura calvinista in Europa, soprattutto per la presenza nel corpo insegnante di prestigiosi teologi, quali Louis Cappel, Moïse Amyraut e Josué de La Place, i quali elaborano una nuova dottrina teologica, conosciuta sotto il nome di "dottrina di Saumur" (o Amiraldismo), ma anche di un ellenista (studioso) come Tanneguy Le Fèvre. L'Amiraldismo, di cui l'académie fu l'origine e il veicolo di diffusione, fu un'importante corrente di pensiero protestante del XVII secolo che tuttavia rimase confinato all'interno del Calvinismo. A partire dalla fine degli anni 1660, le tensioni tra cattolici e ugonotti divennero sempre più frequenti e portarono alla soppressione dell'istituzione, per decreto del Consiglio di Stato, l'8 gennaio 1685, prima pertanto della promulgazione (18 ottobre 1685) dell'editto di Fontainebleau col quale si revocava l'editto di Nantes.